# Stefan Leitl
Stefan Leitl (Monaco di Baviera, 29 agosto 1977) è un allenatore di calcio ed ex calciatore tedesco, di ruolo centrocampista, tecnico dell'Hertha Berlino.

## Statistiche

### Statistiche da allenatore

#### Club
Statistiche aggiornate al 25 maggio 2025. In grassetto le competizioni vinte.
| Stagione              | Squadra               | Campionato            | Campionato | Campionato | Campionato | Campionato | Coppe nazionali | Coppe nazionali | Coppe nazionali | Coppe nazionali | Coppe nazionali | Coppe continentali | Coppe continentali | Coppe continentali | Coppe continentali | Coppe continentali | Altre coppe | Altre coppe | Altre coppe | Altre coppe | Altre coppe | Totale | Totale | Totale | Totale | % Vittorie | Piazzamento |
| Stagione              | Squadra               | Comp                  | G          | V          | N          | P          | Comp            | G               | V               | N               | P               | Comp               | G                  | V                  | N                  | P                  | Comp        | G           | V           | N           | P           | G      | V      | N      | P      | %          | Piazzamento |
| --------------------- | --------------------- | --------------------- | ---------- | ---------- | ---------- | ---------- | --------------- | --------------- | --------------- | --------------- | --------------- | ------------------ | ------------------ | ------------------ | ------------------ | ------------------ | ----------- | ----------- | ----------- | ----------- | ----------- | ------ | ------ | ------ | ------ | ---------- | ----------- |
| ago. 2017-2018        | Ingolstadt 04         | 2.BL                  | 31         | 12         | 9          | 10         | CG              | 2               | 1               | 0               | 1               | -                  | -                  | -                  | -                  | -                  | -           | -           | -           | -           | -           | 33     | 13     | 9      | 11     | 39,39      | Sub, 9°     |
| ago.-set. 2018        | Ingolstadt 04         | 2.BL                  | 6          | 1          | 2          | 3          | CG              | 1               | 0               | 0               | 1               | -                  | -                  | -                  | -                  | -                  | -           | -           | -           | -           | -           | 7      | 1      | 2      | 4      | 14,29      | Eson        |
| Totale Ingolstadt     | Totale Ingolstadt     | Totale Ingolstadt     | 37         | 13         | 11         | 13         |                 | 3               | 1               | 0               | 2               |                    | -                  | -                  | -                  | -                  |             | -           | -           | -           | -           | 40     | 14     | 11     | 15     | 35,00      |             |
| feb.-mag. 2019        | Greuther Fürth        | 2.BL                  | 14         | 4          | 6          | 4          | CG              | 0               | 0               | 0               | 0               | -                  | -                  | -                  | -                  | -                  | -           | -           | -           | -           | -           | 14     | 4      | 6      | 4      | 28,57      | Sub, 13°    |
| 2019-2020             | Greuther Fürth        | 2.BL                  | 34         | 11         | 11         | 12         | CG              | 1               | 0               | 0               | 1               | -                  | -                  | -                  | -                  | -                  | -           | -           | -           | -           | -           | 35     | 11     | 11     | 13     | 31,43      | 9°          |
| 2020-2021             | Greuther Fürth        | 2.BL                  | 34         | 18         | 10         | 6          | CG              | 3               | 1               | 1               | 1               | -                  | -                  | -                  | -                  | -                  | -           | -           | -           | -           | -           | 37     | 19     | 11     | 7      | 51,35      | 2° (prom)   |
| 2021-2022             | Greuther Fürth        | BL                    | 34         | 3          | 9          | 22         | CG              | 1               | 0               | 1               | 0               | -                  | -                  | -                  | -                  | -                  | -           | -           | -           | -           | -           | 35     | 3      | 10     | 22     | &8,57      | 18° (ret)   |
| Totale Greuther Fürth | Totale Greuther Fürth | Totale Greuther Fürth | 116        | 36         | 36         | 44         |                 | 5               | 1               | 2               | 2               |                    | -                  | -                  | -                  | -                  |             | -           | -           | -           | -           | 121    | 37     | 38     | 46     | 30,58      |             |
| 2022-2023             | Hannover 96           | 2.BL                  | 34         | 12         | 8          | 14         | CG              | 2               | 1               | 0               | 1               | -                  | -                  | -                  | -                  | -                  | -           | -           | -           | -           | -           | 36     | 13     | 8      | 15     | 36,11      | 10°         |
| 2023-2024             | Hannover 96           | 2.BL                  | 34         | 13         | 13         | 8          | CG              | 1               | 0               | 1               | 0               | -                  | -                  | -                  | -                  | -                  | -           | -           | -           | -           | -           | 35     | 13     | 14     | 8      | 37,14      | 6°          |
| ago.-dic. 2024        | Hannover 96           | 2.BL                  | 17         | 8          | 3          | 6          | CG              | 1               | 0               | 0               | 1               | -                  | -                  | -                  | -                  | -                  | -           | -           | -           | -           | -           | 18     | 8      | 3      | 7      | 44,44      | Eson        |
| Totale Hannover       | Totale Hannover       | Totale Hannover       | 85         | 33         | 24         | 28         |                 | 4               | 1               | 1               | 2               |                    | -                  | -                  | -                  | -                  |             | -           | -           | -           | -           | 89     | 34     | 25     | 30     | 38,20      |             |
| feb.-mag. 2025        | Hertha Berlino        | 2.BL                  | 12         | 5          | 4          | 3          | CG              | 0               | 0               | 0               | 0               | -                  | -                  | -                  | -                  | -                  | -           | -           | -           | -           | -           | 12     | 5      | 4      | 3      | 41,67      | Sub, 11°    |
| 2025-2026             | Hertha Berlino        | 2.BL                  | 0          | 0          | 0          | 0          | CG              | 0               | 0               | 0               | 0               | -                  | -                  | -                  | -                  | -                  | -           | -           | -           | -           | -           | 0      | 0      | 0      | 0      | —          |             |
| Totale Hertha Berlino | Totale Hertha Berlino | Totale Hertha Berlino | 12         | 5          | 4          | 3          |                 | 0               | 0               | 0               | 0               |                    | -                  | -                  | -                  | -                  |             | -           | -           | -           | -           | 12     | 5      | 4      | 3      | 41,67      |             |
| Totale carriera       | Totale carriera       | Totale carriera       | 250        | 87         | 75         | 88         |                 | 12              | 3               | 3               | 6               |                    | -                  | -                  | -                  | -                  |             | -           | -           | -           | -           | 262    | 90     | 78     | 94     | 34,35      |             |

## Palmarès

### Giocatore

#### Competizioni nazionali
- Campionato tedesco di seconda divisione: 1

Norimberga: 2000-2001